# Paulhiac
Paulhiac – miejscowość i gmina we Francji, w regionie Nowa Akwitania, w departamencie Lot i Garonna.
Według danych na rok 1990 gminę zamieszkiwało 215 osób, a gęstość zaludnienia wynosiła 10 osób/km² (wśród 2290 gmin Akwitanii Paulhiac plasuje się na 962. miejscu pod względem liczby ludności, natomiast pod względem powierzchni na miejscu 480.).